# Den store grønne mur
Den store grønne mur (engelsk: The Great Green Wall) er et planlagt projekt for at standse ørkenspredningen i Sahel-regionen syd for Sahara i Afrika. Et omtrent 15 km bredt bånd af skov skal plantes tværs over hele kontinentet, fra Djibouti i øst til Senegal i vest, en strækning på omkring 7.775 km. Projektet er et samarbejde mellem 11 lande i regionen: Burkina Faso, Djibouti, Eritrea, Etiopien, Mali, Mauritanien, Niger, Nigeria, Senegal, Sudan og Tchad.
Allerede i 1980'erne foreslog Burkina Fasos daværende præsident Thomas Sankara et lignende projekt. Nigerias præsident Olusegun Obasanjo genoplivede forslaget i 2005, og det blev godkendt af Organisationen for afrikansk enhed i december 2006. I juni 2010 underskrev de elleve berørte lande en konvention for at få gennemført projektet. Den globale miljøfond Global Environment Facility har givet 115 millioner dollar for at finansiere projektet.
Tørke med påfølgende misvækst er et alvorligt problem i Sahel, og man håber at projektet skal kunne modvirke tørken og hæmme ørkenspredningen. I 2010 blev det beregnet at omkring 10 millioner mennesker i verden var ramt af madmangel som følge af tørke. Kritikerne advarer imidlertid om at den grønne væg skal kunne forårsage store klimaproblemer, og mener at man også må tage hensyn til urbefolkningen i området. Ved tidligere forsøg med skovplanting i Sahel og Sahara er invasive arter blevet indført i området, hvilket har ført til monokultur og fortsat udarming.

## Status 2020
FN’s sekretariat for Konventionen om bekæmpelse af ørkendannelse (UNCCD) udsendte i september 2020 statusrapport på projektet.
Der er genoprettet fire millioner hektar land langs selve bæltet og noget mere i det bredere område, der omgiver muren. Særligt i Etiopien er der sket meget, da det østafrikanske land står for 2,3 millioner hektar af det frodiggjorte land. Samtidigt er der skabt 335.000 jobs inden for naturgendannelse og skovproduktion, der gavner 11 millioner mennesker, og har skabt indtægter for omkring 90 millioner dollars. Der er dog langt til de overordnede mål for 2030, der fordrer at 8,2 millioner hektar land om året  skal gøres grønt igen, for at nå de 100 millioner hektar land, der er det optimistiske mål, der også omfatter  10 millioner jobs.